# CST2
CST2‏ (Cystatin SA) هوَ بروتين يُشَفر بواسطة جين CST2 في الإنسان.

## الوظيفة
بعض أنواع البروتينات من مجموعة Cystatin SA تثبط الإنزيمات المحللة للبروتين (السيستين بروتياز)